# Campagne 2010-2012 de l'équipe de France de football
Cet article traite de la Campagne 2010-2012 de l'équipe de France de football, pour l'équipe féminine, voir campagne 2011-2013 de l'équipe de France de football féminin.
Chronologie
Saison suivante
La saison 2010-2012 de l'équipe de France de football fait suite à l'élimination précoce dans la Coupe du monde 2010. Durant cette période la sélection française dispute, outre des matchs amicaux, des éliminatoires en vue de la qualification pour le Championnat d'Europe de football 2012 ayant lieu en Pologne et en Ukraine à l'été 2012. L'équipe de France est dirigée par Laurent Blanc qui succède à Raymond Domenech au poste de sélectionneur en juillet 2010.

## Historique

### Contexte et changement de sélectionneur

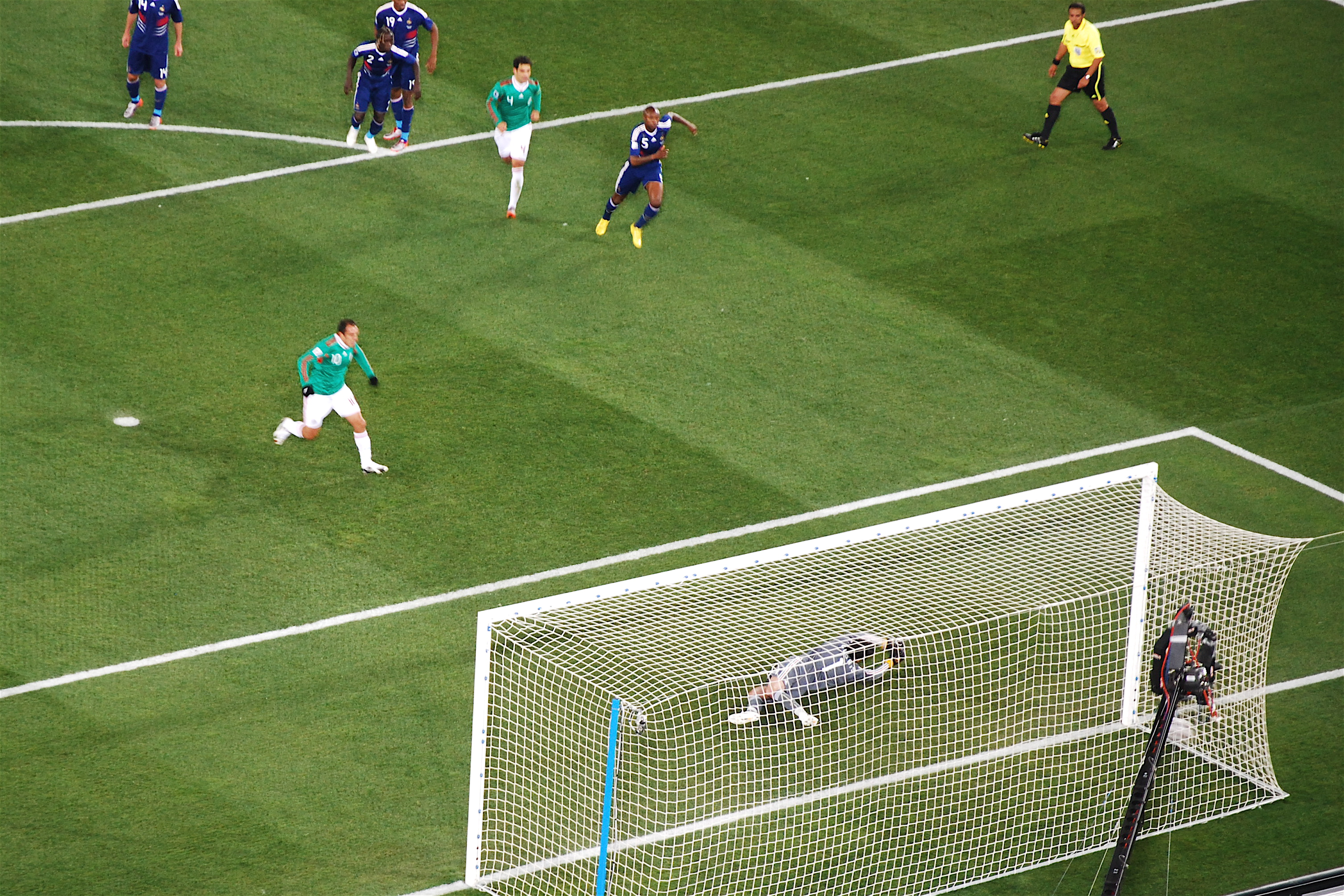
Penalty du Mexicain Blanco contre la France

L'équipe de France de football participe en 2010 à la Coupe du monde de football en Afrique du Sud dont elle est éliminée au premier tour en prenant la dernière place de son groupe. Lors de la compétition, l'équipe de France fait match nul face à l'Uruguay (0-0) le 11 juin au Cap puis est battue par le Mexique (2-0) le 17 juin à Polokwane. L'ambiance devient alors délétère, avec l'exclusion de Nicolas Anelka qui a insulté le sélectionneur Raymond Domenech lors de la mi-temps de ce match, un doigt d'honneur de William Gallas à David Astorga, journaliste de TF1, qui s'approchait de lui pour recueillir sa réaction après cette défaite, de multiples rumeurs d'incidents, des joueurs qui refusent de s'entraîner et la démission du directeur général délégué de la FFF Jean-Louis Valentin. Finalement, la France est dominée par l'Afrique du Sud (2-1) le 22 juin à Bloemfontein.
Les Bleus sont éliminés de la Coupe du monde au premier tour avec un bilan identique à celui de son Euro 2008 : un nul, deux défaites, un but marqué. Après cette compétition, Raymond Domenech quitte ses fonctions de sélectionneur national. La succession de Domenech s'ouvre en cours de saison 2009-2010. Laurent Blanc, entraîneur des Girondins de Bordeaux depuis 2007 et vainqueur notamment du champion de France de Ligue 1 2009 et lauréat du trophée UNFP du meilleur entraîneur en 2008, est pressenti pour succéder à Domenech. Le 16 mai 2010, au lendemain de la dernière journée de la saison 2009-2010, le club bordelais annonce que Laurent Blanc a décidé de répondre favorablement à la proposition de la FFF de prendre la succession de Raymond Domenech à la tête de l'équipe de France à l'issue du Mondial sud-africain. Il prend ses fonctions de sélectionneur le 2 juillet 2010.

### Début des éliminatoires de l'Euro 2012 (2010)

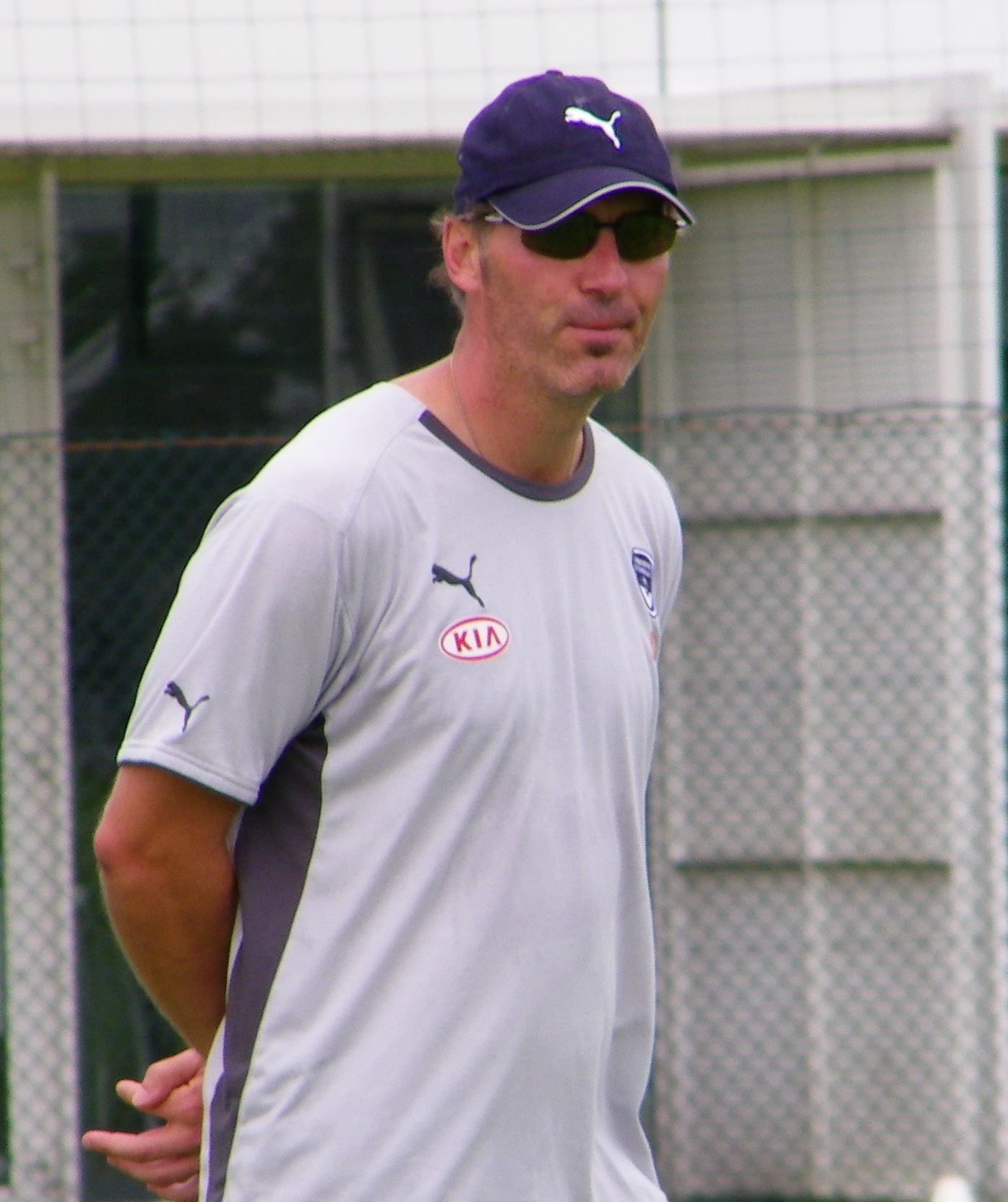
Les débuts de Laurent Blanc au poste de sélectionneur sont difficiles avec deux défaites.

Le 11 août 2010, le match amical contre la Norvège est le premier des Bleus après la Coupe du monde de football de 2010 et les vives polémiques ayant secoué l'équipe de France comme la grève de l'entraînement. Afin de faire oublier la mauvaise image de cette équipe, Laurent Blanc décide d'exclure les 23 joueurs français présents lors de cette coupe du monde. Au terme de la rencontre, la France s'incline 2 buts à 1. Malgré cette défaite, ils ont néanmoins montré une certaine combattivité sur le terrain, saluée par la presse.
Le 3 septembre 2010, pour le premier match des éliminatoires de l'Euro 2012, l'équipe de France s'incline 1 à 0 face à la Biélorussie au Stade de France. Durant la rencontre, les Bleus, « assez lent dans la transmission » et « manquant de percussion » selon le sélectionneur, n'ont pas su concrétiser leur domination à cause d'un manque criant de réalisme, contrairement au Biélorusse Sergey Kislyak qui marqua le but de la victoire en toute fin de match. Le retour de cadres comme Malouda et Lloris n'aura pas été suffisant face à l'inexpérience du niveau international de certains nouveaux comme Ménez, Hoarau et M'Vila. C'est la seconde défaite en deux matches depuis que Laurent Blanc est à la tête de l'équipe de France, aucun sélectionneur n'avait connu pire début depuis Gérard Houllier en 1992.

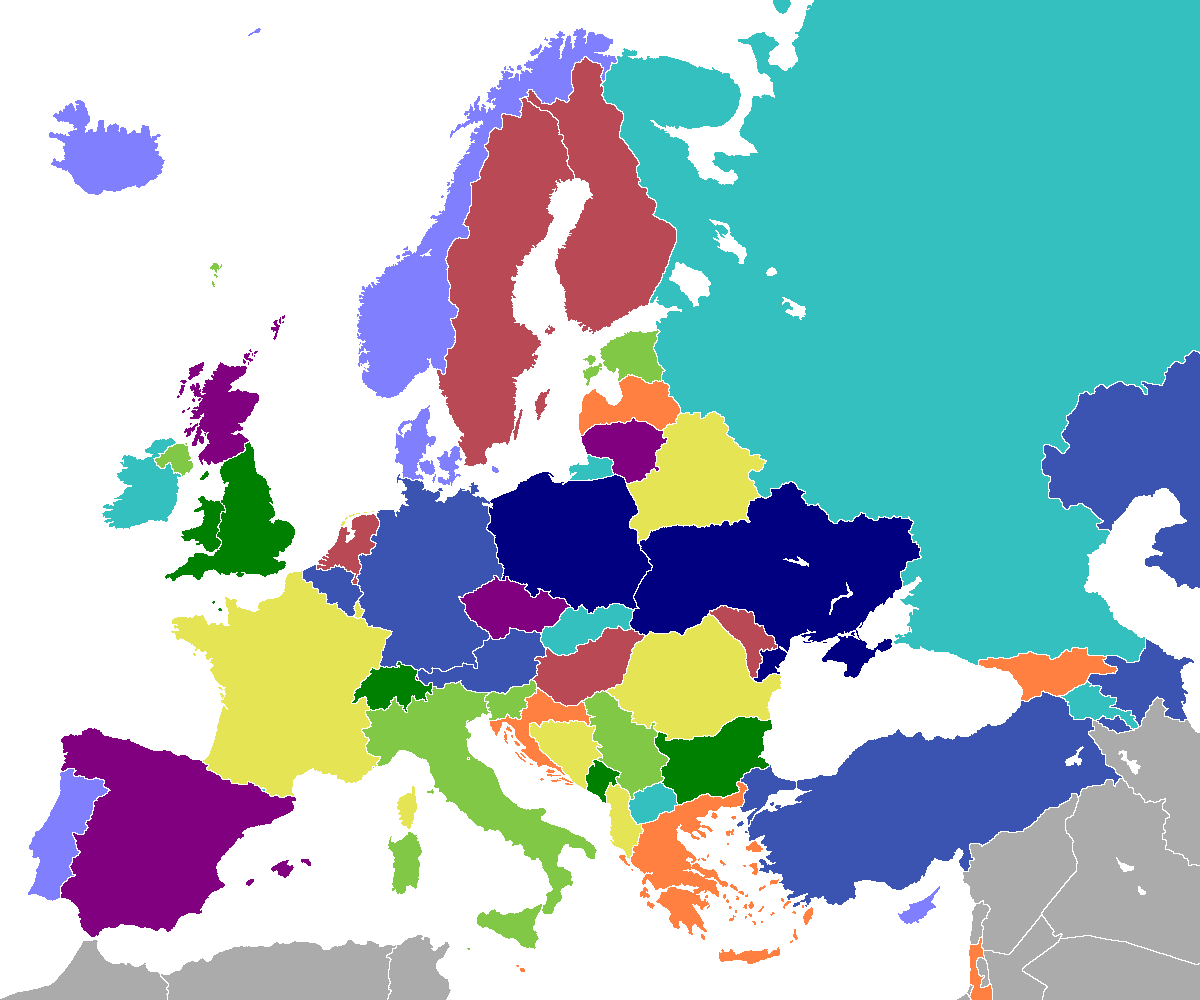
Équipes du groupe D : Albanie, Biélorussie, Bosnie-Herzégovine, France, Luxembourg, Roumanie.

Le 7 septembre 2010, pour le deuxième match des éliminatoires de l'Euro 2012, l'équipe de France s'impose 2 à 0 face à la Bosnie-Herzégovine au stade Asim Ferhatović Hase de Sarajevo. Les buts de Karim Benzema et Florent Malouda dans les vingt dernières minutes, ont été l'aboutissement d'une rencontre totalement dominée et maîtrisée par les Bleus. C'est la première victoire de l'équipe de France depuis sept matches, et aussi la première depuis que Laurent Blanc en est le sélectionneur.
Le 9 octobre 2010, contre la Roumanie au stade de France, les Bleus de Laurent Blanc remportent ce match capital 2 à 0 sur le fil. Les entrées en seconde période de Rémy et Gourcuff ont été prépondérantes, en marquant chacun un but dans les dix dernières minutes.
Le 12 octobre 2010, face à la modeste équipe du Luxembourg au stade Saint-Symphorien, les Tricolores font le strict minimum en gagnant une nouvelle fois 2 à 0, grâce à des buts Benzema et Gourcuff, l'un au milieu de la première mi-temps et l'autre dans le dernier quart d'heure du match.
Le 17 novembre 2010, onze ans après la victoire 2 à 0 de la « génération Zidane » dans le prestigieux stade de Wembley, l'équipe de France récidive en s'y imposant de nouveau mais cette fois-ci sur le score de 2 à 1. Face à une équipe d'Angleterre diminuée par les absences notamment de Terry, Lampard et Rooney, Laurent Blanc aligne une équipe portée sur l'offensive avec Gourcuff, Nasri, Malouda, Valbuena et Benzema, titulaires.  Ces deux derniers s'illustrant particulièrement en inscrivant les deux buts français, l'ancien lyonnais au bout d'un quart d'heure de jeu à la suite d'un beau mouvement collectif, et « petit vélo » après dix minutes en seconde mi-temps sur une reprise de volée. La réduction du score de Crouch en toute fin de match, n'eut aucun incident sur une rencontre largement dominée par les Bleus,,. Cette victoire met un terme et de la meilleure des façons, à une année largement mouvementée par de nombreuses péripéties.

### Matchs amicaux et fin des éliminatoires (2011)

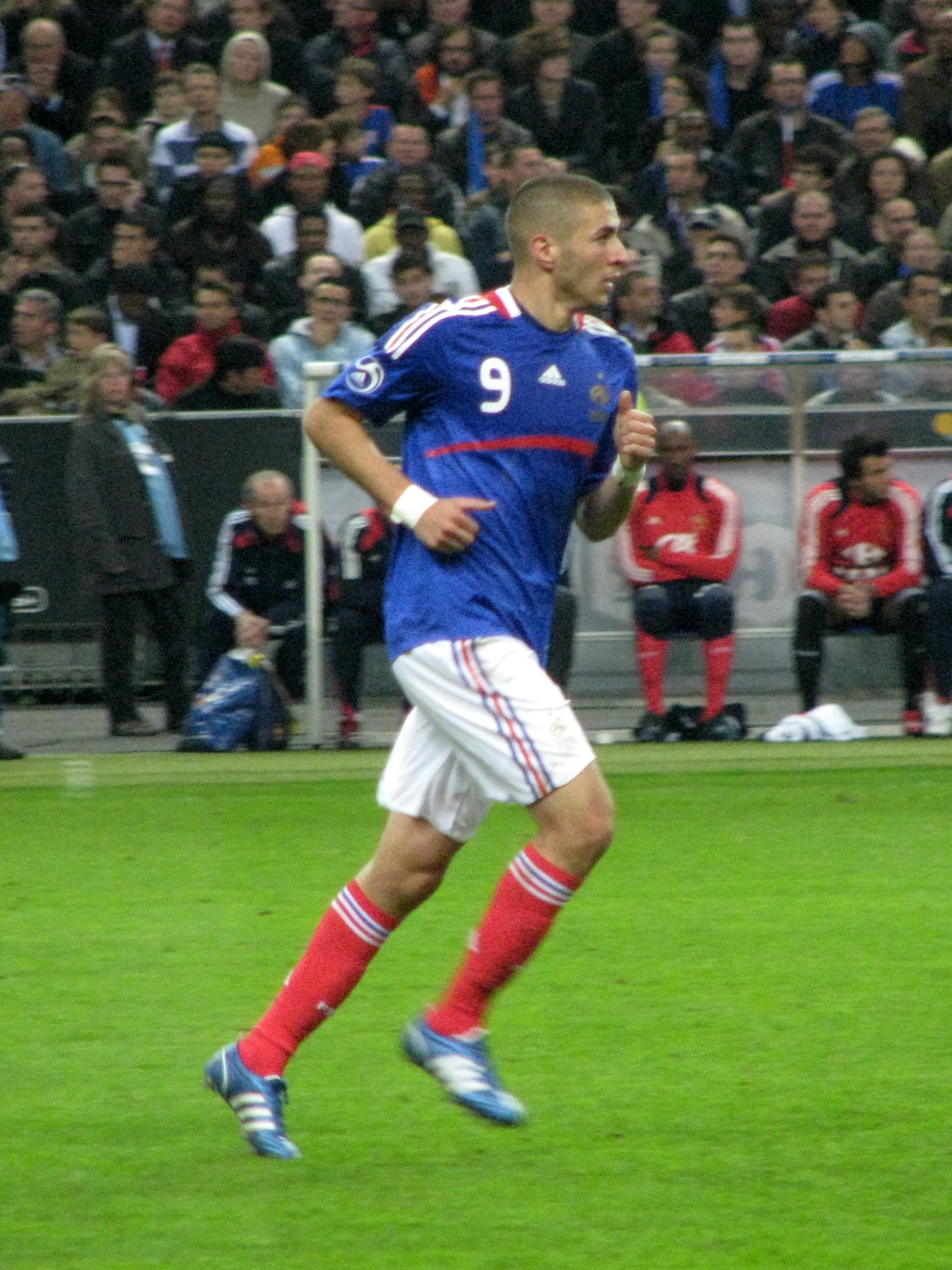
Karim Benzema marque le but de la victoire contre le Brésil en match amical.

Le 9 février 2011, pratiquement treize ans après la finale de la Coupe du monde 1998, l'équipe de France récidive en s'imposant face au Brésil au Stade de France. Face à des Brésiliens réduits à dix juste avant la mi-temps, les Tricolores l'emportent sur la plus petite des marges grâce à Benzema, qui marqua l'unique but du match peu avant l'heure de jeu. Munis de leur nouvel équipementier Nike, les Bleus commencent l'année de la meilleure des façons en enchaînant cette cinquième victoire consécutive depuis que Laurent Blanc est à la tête de l'équipe.
Le 25 mars 2011, pour le premier match des éliminatoires de l'Euro 2012 de l'année, les Tricolores l'emportent 2 à 0 face au Luxembourg au stade Josy-Barthel. Au milieu de la première mi-temps, Philippe Mexès ouvre le score avant que Gourcuff scelle la victoire à 20 minutes de la fin. À noter le retour en équipe de France de Patrice Évra et Franck Ribéry, qui n'avaient plus porté le maillot Bleu depuis la Coupe du monde 2010.
Quatre jours plus tard, la rencontre en amicale face à la Croatie, se solde par un match nul (0-0) au stade de France, arrêtant une série de six victoires consécutives. À la fin du match, une chaleureuse accolade entre les deux sélectionneurs, Laurent Blanc et Slaven Bilić, mis fin à une polémique vieille de treize ans. Lors de la 1/2 finale France-Croatie de la Coupe du monde 1998, les deux hommes, alors joueurs, avaient eu une altercation dans ce même stade, qui s'était soldée par l'expulsion du « Président », le privant de finale. À l'époque, cette suspension avait été vécue par les Français comme une grande injustice.
Après cinq matchs disputés dans son groupe des éliminatoires, la France est première avec quatre victoires et une défaite, soit douze points. Elle devance de quatre points l'Albanie et la Biélorussie, son adversaire du 3 juin, alors que la Bosnie-Herzégovine, qui compte une rencontre à disputer en plus, est reléguée à cinq points. Le 3 juin, elle affronte la Biélorussie à l'extérieur et concède un décevant match nul 1-1 sur un but d'Abidal contre son camp à la 20e minute de jeu et une égalisation de Malouda quelques instants plus tard. Malgré ce résultat, l'équipe de France reste en tête de son groupe.
Afin de pallier le manque de fraîcheur de son groupe, Laurent Blanc aligne des jeunes joueurs trois jours plus tard, le 6 juin, en amical face à l'Ukraine. Seul Mamadou Sakho est rescapé de l'équipe de départ qui a officié en Biélorussie. Après une première mi-temps très calme, l'Ukraine et son capitaine Anatoly Timochtchouk ouvrent le score à la 53e minute. Kevin Gameiro égalise cinq minutes plus tard et marque son premier but en sélection. La fin de match est très agitée avec l'entrée remarquable de Marvin Martin qui, dans les dernières minutes du match, inscrit deux buts et en donne un à Younès Kaboul sur un corner très bien tiré qui trouve la tête du joueur de Tottenham. Les deux hommes fêtaient leur première sélection. La France s'impose donc 4-1.
Le 9 juin, en match amical face à la Pologne, la France s'impose 1-0 sur une frappe de Charles N'Zogbia déviée dans son but à la 12e minute de jeu par le Polonais Tomasz Jodłowiec. L'effectif est alors encore largement remanié avec les titularisations de Carrasso, Valbuena, Hoarau ou Martin. Le stage de juin à l'est des bleus finit donc sur un bilan plutôt positif (deux victoires et un nul), et a permis de voir en action plusieurs jeunes joueurs.
Le 10 août, l'équipe de France concède le nul 1-1 en amical face au Chili dans un joli match offensif malgré le score serré, où Loïc Rémy marque de la tête le but français à la 20e minute sur un centre parfait de Benzema. Ce match sert de préparation aux bleus avant les matchs contre l'Albanie et la Roumanie comptant pour les qualifications de l'Euro.
Le 2 septembre les Français s'impose en Albanie sur le score de 2-1 (buts de Benzema et MVila en première mi-temps) puis concèdent, quatre jours plus tard, un match nul 0-0 face à la Roumanie.
Le 7 octobre, au Stade de France, les Bleus s'imposent 3-0 face à l'Albanie (buts de Malouda, Remy et Réveillère) et s'assurent au minimum la deuxième place de leur groupe, synonyme de barrages. Le 11 octobre la France fait un match nul contre la Bosnie-Herzégovine 1-1 (but de Dzeko à la 40e et égalisation de Nasri sur penalty à la 78e). Ce match nul permet aux Bleus de se qualifier directement pour l'Euro 2012. Ce match est le 15e sans défaite pour les Tricolores.

### Préparation de l'Euro (2012)
En novembre, les Bleus commence leur préparation pour l'Euro 2012 en affrontant au Stade de France deux sélections lors de matchs amicaux, les États-Unis et la Belgique. Le 11 novembre 2011 l'équipe de France s'impose 1-0 face aux États-Unis grâce à un but de Loïc Rémy à la 72e minute. Le 15 novembre 2011, la sélection tricolore concède le nul face à la Belgique (0-0). Avec un bilan de 7 victoires et 6 nuls, les Bleus finissent l'année invaincus.
Le 29 février 2012, pour son premier match de l'année, l'équipe de France s'impose à Brême sur le score de 2 à 1 contre l'Allemagne et remporte donc ainsi une prestigieuse victoire de bon augure avant l'Euro. Olivier Giroud marque son premier but en sélection à la 20e minute sur une passe de Mathieu Debuchy tandis que Florent Malouda met la France à l'abri à la 69e minute. Le 28 mai 2012, elle s'impose difficilement face à l'Islande 3-2 mais continue sa belle série de 19 matchs sans défaites. Trois jours plus tard, dans un état d'esprit plus favorable qu'auparavant, l'équipe de France gagne contre la Serbie 2-0 et obtient un 20e match sans défaite. Enfin, la France gagne largement 4-0 contre l'Estonie, le 5 juin 2012, ce qui clôt les matches de préparation de l'équipe de France avant l'Euro 2012. À la fin du match, les Bleus agiteune banderole avec le message « Merci ! À l'Euro, avec vous, pour vous ! ». Message faisant partie du plan de communication de la FFF.

### Constitution du groupe pour l'Euro
Début mai 2012, le sélectionneur Laurent Blanc retient 26 joueurs pouvant faire partie du groupe de l'équipe de France pour le championnat d'Europe, la liste définitive des 23 joueurs participant à l'Euro devant être officialisée le 29 mai. La pré-liste comprend les 26 joueurs suivants, classés par poste et par ordre alphabétique :
- Gardiens : Cédric Carrasso (Bordeaux), Hugo Lloris (Lyon), Steve Mandanda (Marseille).
- Défenseurs : Gaël Clichy (Manchester City), Mathieu Debuchy (Lille), Patrice Évra (Manchester United), Laurent Koscielny (Arsenal), Philippe Mexès (AC Milan), Adil Rami (Valence), Anthony Réveillère (Lyon).
- Milieux de terrain : Yohan Cabaye (Newcastle), Alou Diarra (Marseille), Florent Malouda (Chelsea), Marvin Martin (Sochaux), Blaise Matuidi (Paris SG), Yann M'Vila (Rennes), Samir Nasri (Manchester City), Franck Ribéry (Bayern Munich).
- Attaquants : Hatem Ben Arfa (Newcastle), Karim Benzema (Real Madrid), Olivier Giroud (Montpellier), Jérémy Ménez (Paris SG), Loïc Rémy (Marseille), Mathieu Valbuena (Marseille)[18].

Les trois joueurs finalement non-choisis pour le championnat d'Europe sont Loïc Rémy (blessé), Yoann Gourcuff et Mapou Yanga-Mbiwa.

### Euro 2012

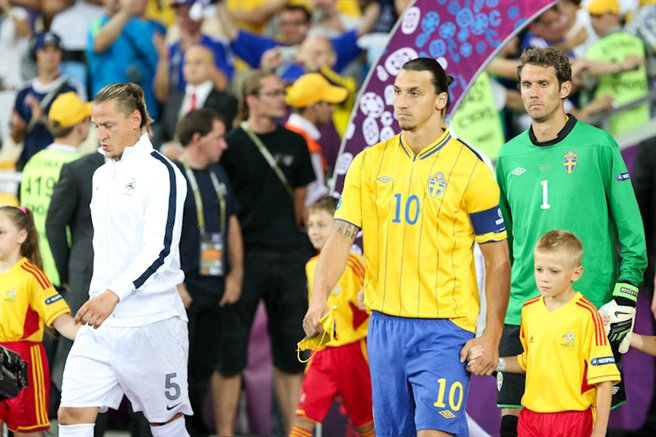
Match France - Suède (0-2).

Forte d'une série de 23 matchs consécutifs sans défaite depuis septembre 2010, la France fait son entrée en matière face à l'Angleterre et obtient le match nul 1-1 grâce à Samir Nasri. Ce dernier se fait remarquer en allant insulter la tribune de presse française sur son but à la suite de certaines critiques du journal L’Équipe à son encontre. Le second match est plus facile pour les Bleus qui s'imposent 2-0 contre l'Ukraine, pays organisateur, au terme d'un match parfaitement maîtrisé, grâce à des buts de Jérémy Ménez et de Yohan Cabaye. Ce match constitue une première car c'est la première fois depuis la demi-finale du Mondial 2006 que l'équipe de France remporte un match en compétition officielle et un succès contre le Portugal. Il place la France dans une position favorable pour les quarts de finale.
Le dernier match de poule va pourtant se révéler fatal pour la suite du parcours des Bleus. Face à la Suède, déjà éliminée après deux défaites, les Bleus s'inclinent 2-0, une première depuis deux ans et la défaite contre la Biélorussie, après avoir été complètement dominés dans tous les secteurs de jeu. Les Bleus sont néanmoins qualifiés pour les quarts en finissant à la deuxième place, derrière l'Angleterre. Tout comme lors du Mondial 2010, de nouveaux incidents éclatent dans le vestiaire après la défaite contre la Suède, Malouda n'hésite pas à reparler des « démons de Knysna », des accrochages étant survenus entre Samir Nasri et d'autres joueurs.
Le quart de finale contre l'Espagne (championne du monde et d'Europe en titre) voit une équipe de France, perturbée durant la préparation d'avant match après les incidents en coulisses, encaisser le but le plus rapide sous l'ère Laurent Blanc, à la 19e minute par Xabi Alonso. Au terme d'une rencontre très pauvre en actions de jeu, les champions du monde espagnols s'imposent finalement sans forcer 2-0 grâce à un doublé de Xavi Alonso avec un penalty dans le temps additionnel.
À l'issue de cette élimination, de nouvelles critiques s'abattent sur l'équipe de France une nouvelle fois en raison du mauvais comportement de certains joueurs. Pour la presse nationale, cet Euro n'a pas redoré l'image de l'équipe de France qui reste brouillée après les fiascos moraux et sportifs de l'Euro 2008 et du Mondial 2010. Certains qualifient l'attitude des bleus comme « suffisante », sans jamais avoir montré une vraie volonté de se battre sur le terrain et de s'être simplement contentés de l'objectif annoncé par la FFF, à savoir la qualification pour les quarts de finale avec une prime de 100 000 euros. Samir Nasri se retrouve en pleine polémique à la suite d'un nouveau dérapage verbal avec un journaliste de l'Agence France-Presse (AFP) à la fin du match contre l'Espagne. Par ailleurs, le remboursement de la prime des 100 000 euros est souhaité par certains politiques.

## L'équipe

### Joueurs utilisés
Les 23 joueurs français retenus pour disputer la Coupe du monde 2010 ne sont pas retenus pour le premier match contre la Norvège. Laurent Blanc construit alors son équipe autour de quelques joueurs bannis de sélection sous l'ère du précédent sélectionneur Raymond Domenech. C'est le cas par exemple du défenseur Philippe Mexès, du milieu Samir Nasri et de l'attaquant Karim Benzema, qui comptent alors respectivement 13, 15 et 27 sélections. Ces joueurs redeviennent des cadres de l'équipe de Laurent Blanc, disputant une majorité des neuf premières rencontres de la campagne 2010-2011. Pour ce premier match contre la Norvège, quatre joueurs n'ayant encore jamais été appelé en équipe de France reçoivent leur première sélection : Yann M'Vila, Yohan Cabaye, Jérémy Ménez et Charles N'Zogbia.
Lors des cinq matchs la première moitié des éliminatoires, une équipe-type se forme. Le secteur défensif est le plus stable. Le gardien Hugo Lloris dispute en effet toutes ces rencontres, alors qu'en défense, Philippe Mexès et Adil Rami totalisent cinq matchs et Gaël Clichy et Bacary Sagna respectivement quatre et trois. Au milieu de terrain, Florent Malouda est appelé à cinq reprises et Yann M'Vila dispute quatre matchs entiers. Deux autres titulaires se dégagent : Abou Diaby et Alou Diarra avec trois rencontres à leur actif. En attaque, le joueur le plus utilisé est Karim Benzema, titularisé quatre fois sur cinq. La dernière place de cette équipe-type est partagée entre les milieux Yoann Gourcuff (deux matchs pleins et une entrée en jeu) et Samir Nasri (deux matchs en tant que titulaire et une entrée en jeu), et les attaquants Guillaume Hoarau et Mathieu Valbuena (deux titularisations et une entrée en jeu chacun).
| Adversaire         |                 |                 |                 |                 |                 |                 |                 |                 |                 |                 |                 |                 |                 |                 |                 |                 |                 |                 |                 |                 |                 |                 |                 |                 |                 |                 |                 |
| Date               | 11 août 2010    | 3 sept. 2010    | 7 sept. 2010    | 9 oct. 2010     | 12 oct. 2010    | 17 nov. 2010    | 9 fév. 2011     | 25 mars 2011    | 29 mars 2011    | 3 juin 2011     | 6 juin 2011     | 9 juin 2011     | 10 août 2011    | 2 sept. 2011    | 6 sept. 2011    | 7 oct. 2011     | 11 oct. 2011    | 11 nov. 2011    | 15 nov. 2011    | 29 fév. 2012    | 27 mai 2012     | 31 mai 2012     | 5 juin 2012     | 11 juin 2012    | 15 juin 2012    | 19 juin 2012    | 23 juin 2012    |
| Compétition        | A.              | É.              | É.              | É.              | É.              | A.              | A.              | É.              | A.              | É.              | A.              | A.              | A.              | É.              | É.              | É.              | É.              | A.              | A.              | A.              | A.              | A.              | A.              | C.E.            | C.E.            | C.E.            | C.E.            |
| Gardiens de but    | Gardiens de but | Gardiens de but | Gardiens de but | Gardiens de but | Gardiens de but | Gardiens de but | Gardiens de but | Gardiens de but | Gardiens de but | Gardiens de but | Gardiens de but | Gardiens de but | Gardiens de but | Gardiens de but | Gardiens de but | Gardiens de but | Gardiens de but | Gardiens de but | Gardiens de but | Gardiens de but | Gardiens de but | Gardiens de but | Gardiens de but | Gardiens de but | Gardiens de but | Gardiens de but | Gardiens de but |
| ------------------ | --------------- | --------------- | --------------- | --------------- | --------------- | --------------- | --------------- | --------------- | --------------- | --------------- | --------------- | --------------- | --------------- | --------------- | --------------- | --------------- | --------------- | --------------- | --------------- | --------------- | --------------- | --------------- | --------------- | --------------- | --------------- | --------------- | --------------- |
| Cédric Carrasso    |                 |                 |                 |                 |                 |                 |                 |                 |                 |                 |                 | 90              |                 |                 |                 |                 |                 |                 |                 |                 |                 |                 |                 |                 |                 |                 |                 |
| Hugo Lloris        |                 | 90              | 90              | 90              | 90              | 90              | 90              | 90              | 90              | 90              |                 |                 | 90              | 90              | 90              | 90              | 90              | 90              | 90              | 90              |                 | 90              | 90              | 90              | 90              | 90              | 90              |
| Steve Mandanda     |                 |                 |                 |                 |                 |                 |                 |                 |                 |                 | 90              |                 |                 |                 |                 |                 |                 |                 |                 |                 | 90              |                 |                 |                 |                 |                 |                 |
| Stéphane Ruffier   | 90              |                 |                 |                 |                 |                 |                 |                 |                 |                 |                 |                 |                 |                 |                 |                 |                 |                 |                 |                 |                 |                 |                 |                 |                 |                 |                 |
| Défenseurs         |                 |                 |                 |                 |                 |                 |                 |                 |                 |                 |                 |                 |                 |                 |                 |                 |                 |                 |                 |                 |                 |                 |                 |                 |                 |                 |                 |
| Éric Abidal        |                 |                 |                 |                 |                 | 90              | 90              |                 |                 | 90              | r14             | 90              | 90              | 90              | 90              |                 | 90              |                 | 90              | 90              |                 |                 |                 |                 |                 |                 |                 |
| Aly Cissokho       | 90              |                 |                 |                 |                 |                 |                 |                 |                 |                 |                 |                 |                 |                 |                 |                 |                 |                 |                 |                 |                 |                 |                 |                 |                 |                 |                 |
| Gaël Clichy        |                 | 90              | 90              | 90              | 90              |                 |                 |                 | 90              |                 |                 |                 | 90              |                 |                 |                 |                 |                 |                 |                 |                 | 90              |                 |                 | 90              | 90              | 90              |
| Mathieu Debuchy    |                 |                 |                 |                 |                 |                 |                 |                 |                 |                 |                 |                 |                 |                 |                 | 90              |                 | 90              |                 | 90              | 90              |                 | 90              | 90              | 90              | 90              | 64              |
| Patrice Évra       |                 |                 |                 |                 |                 |                 |                 | 90              |                 |                 | 90              | 90              |                 | 90              | 90              | 45              | 90              |                 |                 |                 | 90              |                 | 90              | 90              |                 |                 |                 |
| Rod Fanni          | 90              |                 |                 |                 |                 |                 |                 |                 |                 |                 |                 |                 |                 |                 |                 |                 |                 |                 |                 |                 |                 |                 |                 |                 |                 |                 |                 |
| Younès Kaboul      |                 |                 |                 |                 |                 |                 |                 |                 |                 |                 | 90              | 27              | 90              | 90              |                 | 90              |                 |                 |                 |                 |                 |                 |                 |                 |                 |                 |                 |
| Laurent Koscielny  |                 |                 |                 |                 |                 |                 |                 |                 |                 |                 |                 |                 |                 |                 |                 |                 |                 | 90              |                 |                 |                 | 90              | r25             |                 |                 |                 | 90              |
| Jérémy Mathieu     |                 |                 |                 |                 |                 |                 |                 |                 |                 |                 |                 |                 |                 |                 |                 |                 |                 | 90              |                 |                 |                 |                 |                 |                 |                 |                 |                 |
| Philippe Mexès     | 90              | 90              | 90              | 90              | 90              | 45              | 90              | 90              | 90              |                 |                 |                 |                 |                 |                 |                 |                 |                 |                 | 90              | 90              | 72              | 90              | 90              | 90              | 90              |                 |
| Adil Rami          | 90              | 90              | 90              | 90              | 90              | 90              | 90              | 90              | 89              | 90              |                 | r63             |                 |                 | 90              | 90              | 90              | 90              | 90              | 90              | 90              | r18             | 90              | 90              | 90              | 90              | 90              |
| Anthony Réveillère |                 |                 |                 | 90              | 90              | r3              |                 |                 | 90              |                 | 90              |                 | r11             | 90              |                 | r45             | 90              |                 | 90              |                 |                 | 90              |                 |                 |                 |                 | 90              |
| Bacary Sagna       |                 | 90              | 90              |                 |                 | 87              | 90              | 90              |                 | 90              |                 | 90              | 79              |                 | 90              |                 |                 |                 |                 |                 |                 |                 |                 |                 |                 |                 |                 |
| Mamadou Sakho      |                 |                 |                 |                 |                 | r45             |                 |                 | r1              | 90              | 76              |                 |                 |                 |                 |                 |                 |                 | 90              |                 |                 |                 |                 |                 |                 |                 |                 |
| Milieux de terrain |                 |                 |                 |                 |                 |                 |                 |                 |                 |                 |                 |                 |                 |                 |                 |                 |                 |                 |                 |                 |                 |                 |                 |                 |                 |                 |                 |
| Morgan Amalfitano  |                 |                 |                 |                 |                 |                 |                 |                 |                 |                 |                 |                 |                 |                 |                 |                 |                 |                 |                 | r22             |                 |                 |                 |                 |                 |                 |                 |
| Hatem Ben Arfa     | r45             |                 |                 |                 |                 |                 |                 |                 |                 |                 |                 |                 |                 |                 |                 |                 |                 |                 |                 |                 | 60              | r14             | r17             | r6              |                 | 59              |                 |
| Yohan Cabaye       | r16             |                 |                 |                 |                 |                 | r4              |                 |                 |                 | 76              | 46              | r25             |                 | 75              | 47              | 62              |                 | 90              | 62              | 60              | 61              | 52              | 84              | 68              |                 | 90              |
| Abou Diaby         |                 | 90              | 90              |                 | 90              |                 | r30             |                 |                 | 72              | r14             | r44             |                 |                 |                 |                 |                 |                 |                 |                 |                 |                 |                 |                 |                 |                 |                 |
| Alou Diarra        |                 |                 | 90              | 90              | 90              | r22             | 90              |                 | 90              | 90              |                 | 46              |                 | 90              |                 |                 | r8              | 90              |                 | r28             | r30             | r85             | 65              | 90              | 90              | 90              |                 |
| Lassana Diarra     | r45             |                 |                 |                 |                 |                 |                 |                 |                 |                 |                 |                 |                 |                 |                 |                 |                 |                 |                 |                 |                 |                 |                 |                 |                 |                 |                 |
| Maxime Gonalons    |                 |                 |                 |                 |                 |                 |                 |                 |                 |                 |                 |                 |                 |                 |                 |                 |                 | r30             | r48             |                 |                 |                 |                 |                 |                 |                 |                 |
| Yoann Gourcuff     |                 |                 |                 | r16             | 90              | 85              | 86              | 90              | r2              |                 |                 |                 |                 |                 |                 |                 |                 |                 |                 |                 | 75              |                 |                 |                 |                 |                 |                 |
| Florent Malouda    |                 | 90              | 80              | 90              | 63              | 77              | 90              | 90              | 59              | 90              | r25             | r17             | 65              | 81              |                 | 90              | 62              |                 | r19             | r28             | r30             | 76              | 73              | 85              |                 | r31             | 65              |
| Marvin Martin      |                 |                 |                 |                 |                 |                 |                 |                 |                 |                 | r14             | 90              | 76              | 12              | 90              | r43             | r28             | r25             | 90              |                 | r30             | r29             | r25             | r5              | r17             |                 |                 |
| Blaise Matuidi     |                 |                 | r10             |                 |                 |                 |                 |                 | 87              |                 | 76              |                 | r14             |                 |                 |                 |                 |                 |                 |                 |                 |                 |                 |                 |                 |                 |                 |
| Jérémy Ménez       | r45             | 70              |                 |                 |                 |                 | 69              |                 | 60              |                 | 65              |                 | r25             |                 |                 |                 | 90              | 90              | r19             | r45             | 75              | r29             | r17             |                 | 73              | r13             | r26             |
| Yann M'Vila        | 74              | 90              | 90              | 90              |                 | 90              | 60              | 90              | r3              |                 | 90              | r44             | 90              | 90              | 90              | 90              | 90              | 60              | 42              | 62              |                 | 5               |                 |                 | r22             | 83              | 79              |
| Samir Nasri        | 79              |                 |                 | 74              | r27             | 90              |                 | 90              | 88              | 90              |                 |                 | 65              | 90              | 15              | 90              | 90              |                 |                 | 90              | 60              | 90              | 73              | 90              | 90              | 77              | r25             |
| Charles N'Zogbia   | 45              |                 |                 |                 |                 |                 |                 |                 |                 |                 |                 | 73              |                 |                 |                 |                 |                 |                 |                 |                 |                 |                 |                 |                 |                 |                 |                 |
| Franck Ribéry      |                 |                 |                 |                 |                 |                 |                 | 90              | r31             | 90              | r26             |                 |                 | 90              | 90              |                 |                 | 64              | 71              | 45              | r15             | 61              | 65              | 90              | 90              | 90              | 90              |
| Moussa Sissoko     | 45              |                 |                 |                 |                 |                 |                 |                 |                 |                 |                 |                 |                 |                 |                 |                 |                 |                 |                 |                 |                 |                 |                 |                 |                 |                 |                 |
| Attaquants         |                 |                 |                 |                 |                 |                 |                 |                 |                 |                 |                 |                 |                 |                 |                 |                 |                 |                 |                 |                 |                 |                 |                 |                 |                 |                 |                 |
| Karim Benzema      | r29             |                 | 90              | 86              | 63              | 67              | 85              | 90              | 75              | 90              | r25             |                 | 64              | 90              | 90              |                 |                 | 65              | 71              |                 | 60              | 61              | 73              | 90              | 75              | 90              | 90              |
| Jimmy Briand       | r11             |                 |                 |                 |                 |                 |                 |                 |                 |                 |                 |                 |                 |                 |                 |                 |                 |                 |                 |                 |                 |                 |                 |                 |                 |                 |                 |
| Djibril Cissé      |                 |                 |                 |                 |                 |                 |                 |                 |                 |                 |                 |                 |                 |                 |                 | r11             |                 |                 |                 |                 |                 |                 |                 |                 |                 |                 |                 |
| Kevin Gameiro      |                 | r10             |                 |                 |                 |                 | r5              |                 | r15             |                 | 65              | r12             | r16             |                 |                 |                 | r28             | 59              |                 |                 |                 |                 |                 |                 |                 |                 |                 |
| Olivier Giroud     |                 |                 |                 |                 |                 |                 |                 |                 |                 |                 |                 |                 |                 |                 |                 |                 |                 | r31             | r19             | 76              | r30             | r29             | r17             |                 | r15             | r7              | r11             |
| Bafétimbi Gomis    |                 |                 |                 |                 |                 |                 |                 |                 |                 |                 |                 |                 |                 |                 |                 | 79              |                 |                 |                 |                 |                 |                 |                 |                 |                 |                 |                 |
| Guillaume Hoarau   | 61              | 90              |                 |                 | 73              | r5              |                 |                 |                 |                 |                 | 78              |                 |                 |                 |                 |                 |                 |                 |                 |                 |                 |                 |                 |                 |                 |                 |
| Dimitri Payet      |                 |                 |                 | r4              | r27             | r13             |                 |                 |                 |                 |                 |                 |                 |                 |                 |                 |                 |                 |                 |                 |                 |                 |                 |                 |                 |                 |                 |
| Loïc Rémy          | 45              | 34              |                 | r22             | r17             | r23             | r21             |                 | r30             | r18             | 64              | r17             | 90              |                 | 14              | 90              | 82              | r26             | 71              |                 |                 |                 |                 |                 |                 |                 |                 |
| Louis Saha         |                 | r10             |                 |                 |                 |                 |                 |                 |                 |                 |                 |                 |                 |                 |                 |                 |                 |                 |                 | r14             |                 |                 |                 |                 |                 |                 |                 |
| Mathieu Valbuena   |                 | r56             | 90              | 68              |                 | 68              |                 |                 |                 |                 |                 | 73              |                 |                 | 71              |                 |                 |                 |                 | 68              | r15             |                 | r38             |                 |                 |                 |                 |
| Compétition        | A.              | É.              | É.              | É.              | É.              | A.              | A.              | É.              | A.              | É.              | A.              | A.              | A.              | É.              | É.              | É.              | É.              | A.              | A.              | A.              | A.              | A.              | A.              | C.E.            | C.E.            | C.E.            | C.E.            |
| Adversaire         |                 |                 |                 |                 |                 |                 |                 |                 |                 |                 |                 |                 |                 |                 |                 |                 |                 |                 |                 |                 |                 |                 |                 |                 |                 |                 |                 |

- A. = Match amical
- É. = Éliminatoires du Championnat d'Europe de football 2012, groupe D
- C.E. = Championnat d'Europe de football 2012 - Groupe D

### Buteurs
| 7 buts - Karim Benzema (Bosnie-Herzégovine, Luxembourg, Angleterre, Brésil, Albanie, Estonie x2) 5 buts - Florent Malouda (Bosnie-Herzégovine, Biélorussie, Albanie, Allemagne, Serbie) 4 buts - Loïc Rémy (Roumanie, Chili, Albanie, États-Unis) 3 buts - Yoann Gourcuff (Roumanie, Luxembourg x2) - Franck Ribéry (Islande, Serbie, Estonie) 2 buts - Marvin Martin (Ukraine x2) - Samir Nasri (Bosnie-Herzégovine, Angleterre) - Jérémy Ménez (Estonie, Ukraine) | 1 but - Hatem Ben Arfa (Norvège) - Kevin Gameiro (Ukraine) - Younès Kaboul (Ukraine) - Philippe Mexès (Luxembourg) - Yann M'Vila (Albanie) - Anthony Réveillère (Albanie) - Mathieu Valbuena (Angleterre) - Olivier Giroud (Allemagne) - Mathieu Debuchy (Islande) - Adil Rami (Islande) - Yohan Cabaye (Ukraine) - (csc) Tomasz Jodłowiec (Joueur polonais) |

## Statistiques

### Matchs de la campagne 2010-2012
Le tableau suivant liste les rencontres de l'équipe de France depuis la fin de la coupe du monde 2010.
| No | Date                   | Ville, stade                                | Adversaire         | Score | Compétition | Buteur(s) pour la France                  | Buteur(s) pour l'adversaire    |
| -- | ---------------------- | ------------------------------------------- | ------------------ | ----- | ----------- | ----------------------------------------- | ------------------------------ |
| 1  | 11 août 2010           | Oslo, Ullevaal Stadion                      | Norvège            | P 2-1 | A.          | Ben Arfa 48e                              | Huseklepp 50e 72e              |
| 2  | 3 septembre 2010       | Saint-Denis, Stade de France                | Biélorussie        | P 0-1 | É.          | -                                         | Kislyak 86e                    |
| 3  | 7 septembre 2010       | Sarajevo, Stade Asim Ferhatović Hase        | Bosnie-Herzégovine | G 0-2 | É.          | Benzema 72e, Malouda 78e                  | -                              |
| 4  | 9 octobre 2010         | Saint-Denis, Stade de France                | Roumanie           | G 2-0 | É.          | Rémy 83e, Gourcuff 90+3e                  | -                              |
| 5  | 12 octobre 2010        | Longeville-lès-Metz, Stade Saint-Symphorien | Luxembourg         | G 2-0 | É.          | Benzema 22e, Gourcuff 76e                 | -                              |
| 6  | 17 novembre 2010       | Londres, Wembley Stadium                    | Angleterre         | G 1-2 | A.          | Benzema 16e, Valbuena 55e                 | Crouch 86e                     |
| 7  | 9 février 2011         | Saint-Denis, Stade de France                | Brésil             | G 1-0 | A.          | Benzema 54e                               | -                              |
| 8  | 25 mars 2011           | Luxembourg, Stade Josy-Barthel              | Luxembourg         | G 0-2 | É.          | Mexès 28e, Gourcuff 72e                   | -                              |
| 9  | 29 mars 2011           | Saint-Denis, Stade de France                | Croatie            | N 0-0 | A.          | -                                         | -                              |
| 10 | 3 juin 2011            | Minsk, Stade Dinamo                         | Biélorussie        | N 1-1 | É.          | Malouda 22e                               | Abidal 20e (csc)               |
| 11 | 6 juin 2011            | Donetsk, Donbass Arena                      | Ukraine            | G 1-4 | A.          | Gameiro 58e, Martin 87e 90+2e, Kaboul 89e | Timochtchouk 53e               |
| 12 | 9 juin 2011            | Varsovie, Stade de l'armée polonaise        | Pologne            | G 0-1 | A.          | Jodłowiec 12e (csc)                       | -                              |
| 13 | 10 août 2011           | Montpellier, Stade de la Mosson             | Chili              | N 1-1 | A.          | Rémy 18e                                  | Contreras 75e                  |
| 14 | 2 septembre 2011       | Tirana, Stade Qemal Stafa                   | Albanie            | G 1-2 | É.          | Benzema 11e, M'Vila 18e                   | Bogdani 46e                    |
| 15 | 6 septembre 2011       | Bucarest, Stadionul Naţional                | Roumanie           | N 0-0 | É.          | -                                         | -                              |
| 16 | 7 octobre 2011         | Saint-Denis, Stade de France                | Albanie            | G 3-0 | É.          | Malouda 11e, Rémy 38e, Réveillère 67e     | -                              |
| 17 | 11 octobre 2011        | Saint-Denis, Stade de France                | Bosnie-Herzégovine | N 1-1 | É.          | Nasri 78e (pen.)                          | Džeko 40e                      |
| 18 | 11 novembre 2011       | Saint-Denis, Stade de France                | États-Unis         | G 1-0 | A.          | Rémy 73e                                  | -                              |
| 19 | 15 novembre 2011       | Saint-Denis, Stade de France                | Belgique           | N 0-0 | A.          | -                                         | -                              |
| 20 | 29 février 2012        | Brême, Weserstadion                         | Allemagne          | G 1-2 | A.          | Giroud 21e, Malouda 69e                   | Cacau 90e                      |
| 21 | 27 mai 2012            | Valenciennes, Stade du Hainaut              | Islande            | G 3-2 | A.          | Debuchy 52e, Ribéry 85e, Rami 87e         | Bjarnason 28e, Sigþórsson 34e  |
| 22 | 31 mai 2012            | Reims, Stade Auguste-Delaune                | Serbie             | G 2-0 | A.          | Ribéry 11e, Malouda 15e                   | -                              |
| 23 | 5 juin 2012            | Le Mans, MMArena                            | Estonie            | G 4-0 | A.          | Ribéry 24e, Benzema 37e 47e, Ménez 90e    | -                              |
| 24 | 11 juin 2012           | Donetsk, Donbass Arena                      | Angleterre         | N 1-1 | C.E.        | Nasri 39e                                 | Lescott 30e                    |
| 25 | 15 juin 2012           | Donetsk, Donbass Arena                      | Ukraine            | G 0-2 | C.E.        | Ménez 53e, Cabaye 56e                     |                                |
| 26 | 19 juin 2012 (20 h 45) | Kiev, Stade olympique                       | Suède              | P 2-0 | C.E.        |                                           | Ibrahimović 54e, Larsson 90+1e |
| 27 | 23 juin 2012           | Donetsk, Donbass Arena                      | Espagne            | P 2-0 | C.E.        |                                           | Alonso 19e 90+1e (pen.)        |

| Score : - G = Match gagné - N = Match nul - P = Match perdu | Compétition : - A. = Match amical - É. = Éliminatoires du Championnat d'Europe de football 2012, groupe D - C.E. = Championnat d'Europe de football 2012 - Groupe D |

### Coefficient FIFA
Encore neuvième au classement mondial de la FIFA en mai 2010, l'équipe de France recule jusqu'à la 21e place à l'issue de la coupe du monde de football de 2010 en raison d'un bilan négatif d'un match nul et deux défaites synonyme d'élimination au premier tour. Il s'agit de la plus grande régression de la France depuis la création de ce classement en août 1993. Le nouveau sélectionneur Laurent Blanc déclare alors que si « on regarde aujourd'hui le classement FIFA, la France n'a plus la légitimité pour prétendre gagner des compétitions ».
Après les deux défaites face à la Norvège et la Biélorussie et malgré une victoire contre la Bosnie-Herzégovine, la France chute en septembre 2010 au 27e rang, ce qui est son plus mauvais classement depuis 1993. Entre octobre 2010 et mai 2011, la sélection tricolore se stabilise ensuite entre la 18e et la 21e place. Ensuite, entre mai et septembre 2011, la France profite de la poursuite de sa série d'invincibilité pour remonter dans le classement, jusqu'à la 12e place, obtenue en septembre.
| 2010 |       |      |      |       |     |      | juil. | août | sept. | oct. | nov. | déc. |
| ---- | ----- | ---- | ---- | ----- | --- | ---- | ----- | ---- | ----- | ---- | ---- | ---- |
| Rang |       |      |      |       |     |      | 21    | 21   | 27    | 18   | 21   | 18   |
| 2011 | janv. | fév. | mars | avril | mai | juin | juil. | août | sept. | oct. | nov. | déc. |
| Rang | 18    | 19   | 18   | 19    | 19  | 15   | 16    | 15   | 12    | 15   | 15   | 15   |
| 2012 | janv. | fév. | mars | avril | mai | juin | juil. | août | sept. | oct. | nov. | déc. |
| Rang | 15    | 17   | 16   | 16    | 16  | 14   | 14    |      |       |      |      |      |

### Bilan en cours
Après la rencontre contre l'Espagne, le 23 juin 2012, le bilan de l'équipe de France est de 16 victoires, 7 matchs nuls et 4 défaites. En 27 matchs, la sélection a marqué 40 buts et en a encaissé 17. Après leur défaite 2 à 0 contre la Suède le 19 juin 2012, elle met fin à sa série d'invincibilité. En effet, les « Bleus » comptabilisaient 23 matchs sans défaite depuis le 7 septembre 2010 (contre la Bosnie-Herzégovine), avec 16 victoires et 7 matchs nuls (au 15 juin 2012).

## Maillot
L'équipe de France porte en 2010 un maillot confectionné par l'équipementier Adidas. Le 22 février 2008, le Conseil Fédéral de la FFF a désigné pour sept années, l'équipementier américain Nike comme nouveau sponsor officiel de l’équipe de France à compter du 1er janvier 2011, succédant ainsi à Adidas, partenaire historique des Tricolores depuis 1972. Le 9 février 2011 et pour la 1re fois de leur histoire, les Bleus de Laurent Blanc arborent des maillots de  « la marque à la virgule », lors de la prestigieuse confrontation contre le Brésil au Stade de France,. Le maillot extérieur fait, quant à lui, débat sur le mode vestimentaire d'un joueur de football, étant comparé à une « marinière ».
| Domicile 1 | Domicile 2 | Extérieur |

| Domicile | Extérieur |

| Domicile | Extérieur |